# George Carlin
George Denis Patrick Carlin (Nova York, 12 de maig de 1937 − Santa Monica, 22 de juny de 2008) va ser un còmic verbal, actor i figura de la contracultura, conegut sobretot pel seu monòleg Set Paraules que no es poden dir a la televisió, gravat en el seu disc de 1972 Class Clown.
Va ser nominat en el segon lloc en la llista de la xarxa de cable Comedy Central entre els deu comediants verbals més importants, per davant de Lenny Bruce i per darrere de Richard Pryor. Va ser convidat diverses vegades al The Tonight Show durant l'era de Johnny Carson i va ser també la primera persona a ser amfitrió del popular xou de la TV estatunidenca Saturday Night Live.
Després d'haver gravat 25 discos, catorze especials de la HBO, publicat cinc llibres, haver participat en diverses pel·lícules i protagonitzat la seva pròpia sèrie de televisió, Carlin va morir el 22 de juny del 2008 a causa d'una fallada cardíaca.

## Biografia

### Primers anys
George Denis Patrick Carlin va néixer a l'Hospital de Nova York (ara Weill Cornell Medical Center) al districte de Manhattan de la ciutat de Nova York el 12 de maig de 1937, fill de Mary (de soltera Bearey; 1896–1984) i Patrick John Carlin (1888–1945). Tenia un germà gran, Patrick Jr. (1931–2022), que va tenir una gran influència en la seva comèdia i de vegades hi va participar directament. Carlin es deia completament irlandès; la seva mare va néixer a Nova York d'immigrants irlandesos i el seu pare era un immigrant irlandès de Cloghan, comtat de Donegal. A la seva autobiografia Last Words, va escriure sobre una fantasia d'Irlanda que tenia sovint quan vivia la seva primera dona: «Les parts del sud-est perquè fes una mica més de calor, i nosaltres dos allà, prou a prop de Dublín per poder anar a comprar les coses que necessites». L'avi matern de Carlin era un agent de policia de Nova York que va escriure les obres de William Shakespeare a mà per divertir-se. Els pares de Carlin es van separar quan ell tenia dos mesos a causa de l'alcoholisme del seu pare, que Carlin va dir que mai no va estar al voltant. La seva mare el va criar sol i el seu germà. Quan Carlin tenia vuit anys, el seu pare va morir.
Carlin va dir que va agafar un agraïment per l'ús efectiu de la llengua anglesa de la seva mare, tot i que tenien una relació difícil i sovint fugia de casa. Va créixer a West 121st Street al barri de Morningside Heights de Manhattan, que ell i els seus amics van anomenar White Harlem perquè «sonava molt més dur que el seu nom real». Va anar a l'escola Corpus Christi, una escola parroquial catòlica de l'església de Corpus Christi a Morningside Heights. Un dels amics de la infància més propers de Carlin va ser Randy Jurgensen, que es va convertir en un dels detectius d'homicidis més condecorats de la història de la policia de Nova York. La seva mare tenia un televisor, una tecnologia nova que poques persones posseïen en aquell moment, i Carlin es va convertir en un àvid fan del programa de tertúlies pioners de tarda nit Broadway Open House. Va anar al el Bronx per a l'escola secundària, però va ser expulsat de l'escola secundària Cardinal Hayes després de tres semestres als 15 anys. Va anar breument a l'escola secundària Bishop Dubois a Harlem ia l'escola secundària Salesiana a Goshen.. Va passar molts estius al Camp Notre Dame de Spofford, New Hampshire, on va guanyar regularment el premi de drama del campament; després de la seva mort, algunes de les seves cendres van ser escampades al llac Spofford per la seva petició.
Carlin es va unir a led Forces Aèries dels Estats Units d'Amèrica i es va formar com a tècnic de radar. Va estar estacionat a la base de la força aèria de Barksdale a Bossier City, Louisiana, i va començar a treballar com a DJ a l'estació de ràdio KJOE a la propera Shreveport el juliol de 1956. Anomenat pels seus superiors aviador improductiu, va rebre una baixa general el 29 de juliol de 1957. Durant el seu temps a la Força Aèria, va ser sotmès a un tribunal marcial tres vegades i va rebre molts càstigs i amonestacions no judicials.

## Carrera

### 1959–1969: primers treballs i avenços

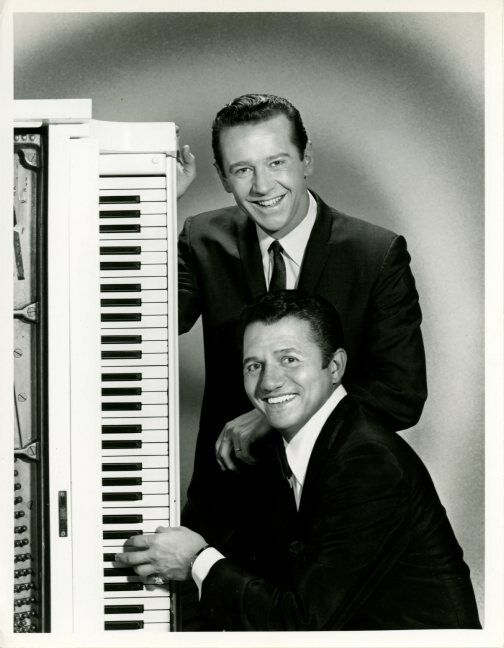
Carlin (dempeus) amb el cantant Buddy Greco el 1967

El 1959, Carlin va conèixer Jack Burns, un company de discjòquei de l'estació de ràdio KXOL a Fort Worth, Texas. Van formar un equip de comèdia i després d'actuar amb èxit al beat coffeehouse de Fort Worth The Cellar, Burns i Carlin es van dirigir a Califòrnia el febrer de 1960.
Poques setmanes després d'arribar a Califòrnia, Burns i Carlin van muntar una cinta d'audició i van crear The Wright Brothers, un programa matinal al KDAY a Hollywood. Durant el seu mandat a KDAY, van perfeccionar el seu material a les cafeteries beatnik a la nit. Anys més tard, quan va ser homenatjat amb una estrella al Passeig de la Fama de Hollywood, Carlin va demanar que es col·loqués davant dels estudis KDAY prop de la cantonada de Sunset Boulevard i Vine Street. Burns i Carlin van gravar el seu únic àlbum, Burns and Carlin al Playboy Club Tonight, el maig de 1960 a Cosmo Alley a Hollywood. Després de dos anys com a equip, es van separar per seguir carreres individuals, però seguien sent els millors amics.

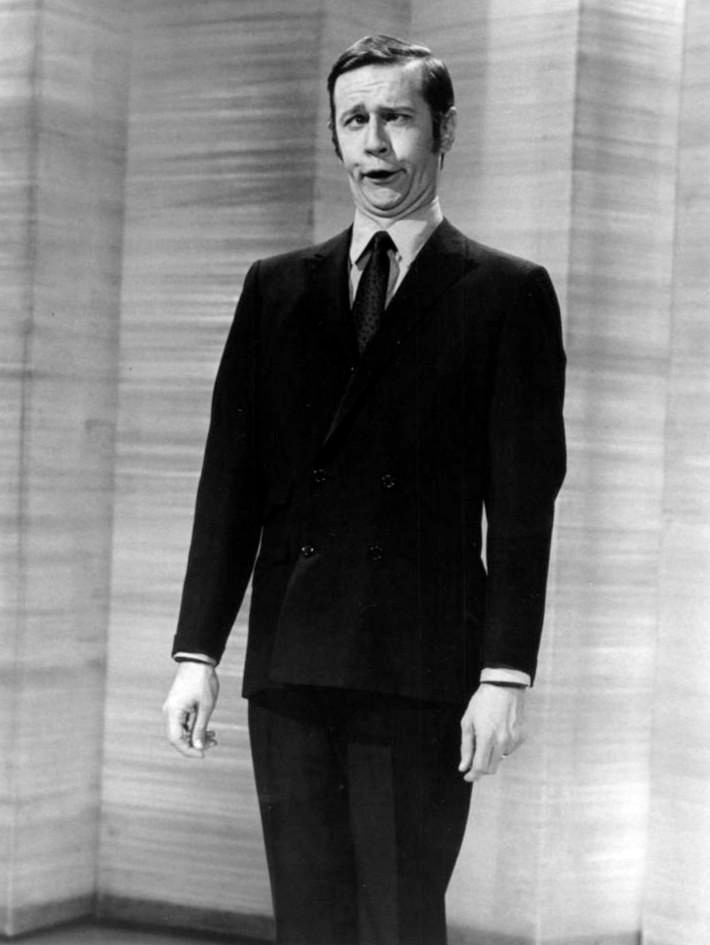
Carlin actuant a This Is Tom Jones del Regne Unit el 1969

A la dècada del 1960, Carlin va començar a aparèixer en programes de varietats de televisió, on va interpretar diversos personatges, inclòs un sergent nadiu americà, un estúpid disc jockey de ràdio i un meteoròleg hippie. Les variacions d'aquestes rutines apareixen a l'àlbum debut de Carlin de 1967, Take-Offs and Put-Ons, que va ser gravat en directe el 1966 a The Roostertail a Detroit i emès per RCA Victor el 1967. Durant aquest període, Carlin es va convertir en un intèrpret freqüent i presentador convidat a The Tonight Show, inicialment amb Jack Paar com a amfitrió, i després amb Johnny Carson. Carlin es va convertir en un dels substituts més freqüents de Carson durant les seves tres dècades de mandat. Carlin també va ser repartit a Away We Go, un programa de comèdia de la CBS de 1967. El seu material durant els seus inicis de carrera i la seva aparició -va portar vestits i tenia els cabells curts- es va veure com a convencional, sobretot en comparació amb el seu material posterior anti-establishment.
Carlin va estar present a la detenció de Lenny Bruce per obscenitat al club Gate of Horn de Chicago el 5 de desembre de 1962. Quan la policia va començar a detenir membres del públic per interrogar-los, van demanar la identificació a Carlin. Després de respondre que no creia en les identificacions emeses pel govern, Carlin va ser arrestat i portat a la presó amb Bruce al mateix vehicle.

### 1970–1971: Transformació
A finals de la dècada del 1960, Carlin guanyava uns 250.000 dòlars anuals. El 1970, va canviar les seves rutines i el seu aspecte; es va fer créixer els cabells llargs, portava barba i arracades, i normalment anava vestit amb samarretes i texans blaus. Va perdre algunes reserves de televisió vestint-se estranyament per a un còmic en un moment en què els còmics nets i ben vestits eren la norma. Va contractar els gestors de talent Jeff Wald i Ron De Blasio per ajudar-lo a canviar la seva imatge, fent-lo semblar més de moda per a un públic més jove. Wald va posar Carlin en clubs molt més petits com The Troubadour a West Hollywood i The Bitter End a la ciutat de Nova York, i més tard va dir que els ingressos de Carlin van disminuir un 90%, però la seva carrera posterior va millorar molt.

### 1972–1979: Estrellat i elogis

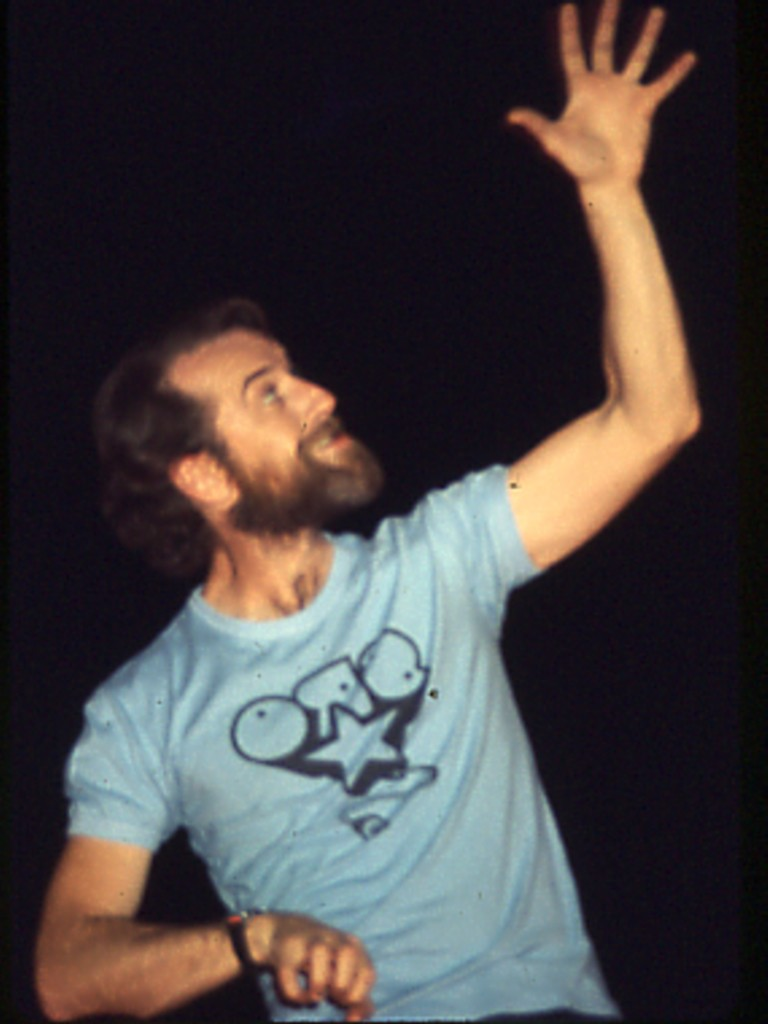
Carlin als anys 70

El 1970, el productor discogràfic Monte Kay va formar la filial Little David Records d'Atlantic Records, amb el còmic Flip Wilson com a copropietari. Kay i Wilson van signar Carlin fora de RCA Records i van gravar una actuació de Carlin al Cellar Door de Washington, DC el 1971, que es va publicar com a àlbum FM &AM el 1972. De Blasio estava ocupat gestionant la carrera trepidant de Freddie Prinze i estava a punt de fitxar Richard Pryor, així que va deixar Carlin al director general de Little David, Jack Lewis, que, com Carlin, era una mica salvatge i rebel. Utilitzant el seu propi personatge com a trampolí per a la seva nova comèdia, Ed Sullivan el va presentar en una actuació de The Hair Piece i ràpidament va recuperar la seva popularitat a mesura que el públic va agafar el seu estil.
A partir de 1972, el cantant i compositor Kenny Rankin va ser el company de segell de Carlin a Little David Records, i Rankin va servir moltes vegades com a convidat musical o teloner de Carlin durant els primers anys 70. Els dos van volar junts en el jet privat de Carlin; Carlin diu que Rankin va caure a consumir cocaïna mentre estava de gira, ja que Carlin tenia tant disponible. FM & AM es van mostrar molt populars i van marcar el canvi de Carlin de la comèdia principal a la contracultura. El costat AM era una extensió de l'estil anterior de Carlin, amb rutines estrafalàries però relativament netes que paròdiaven aspectes de la vida americana. El costat FM va introduir el nou estil de Carlin, amb referències a la marihuana i les píndoles anticonceptives, i un examen lúdic de la paraula merda. D'aquesta manera, Carlin va renovar un estil de comèdia radical de comentaris socials que Lenny Bruce havia estat pioner a finals dels anys cinquanta.

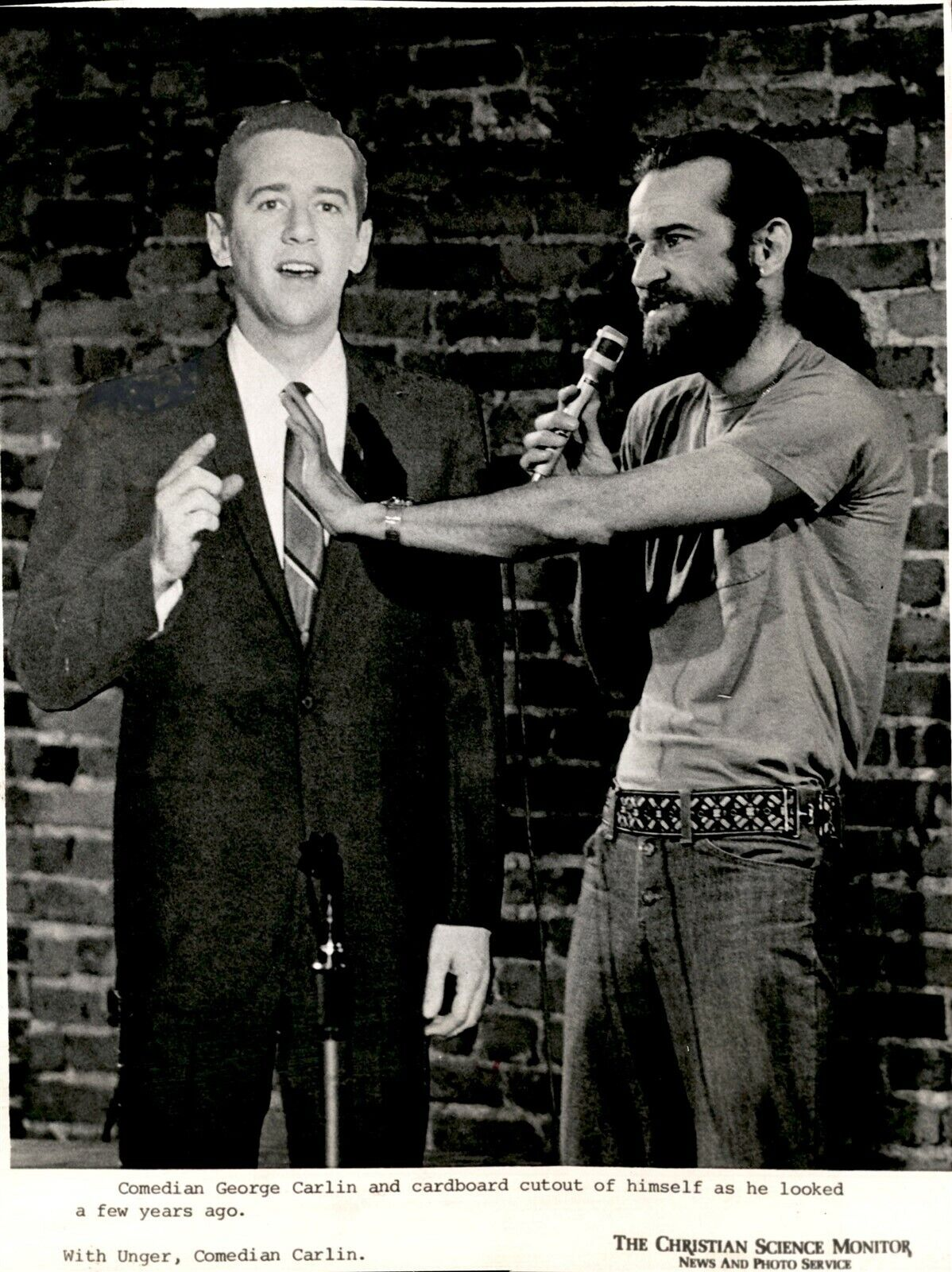
Carlin c. 1973, amb un retall de cartró d'ell mateix tal com es veia als anys 60

En aquest període, Carlin va perfeccionar la seva coneguda rutina de les set paraules brutes, que apareix sobretot a Class Clown de la següent manera: Merda, pixa, fot, cony, xot de puta, mare de puta i tetes. Aquests són els set pesats. El 21 de juliol de 1972, Carlin va ser arrestat després de realitzar la rutina al Summerfest de Milwaukee i acusat d'infringir les lleis d'obscenitat. El cas, que va impulsar Carlin durant un temps a anomenar les paraules Milwaukee Seven, va ser desestimat al desembre quan el jutge va declarar que l'idioma era indecent, però que Carlin tenia la llibertat de dir-ho sempre que no causava molèsties. El 1973, un home es va queixar a la FCC després d'escoltar amb el seu fill una rutina semblant, Filthy Words, de Carlin's Occupation: Foole, que es va emetre una tarda a l'emissora de ràdio WBAI. La FCC va citar Pacifica per violar la normativa que prohibeix difondre material obscè. El Tribunal Suprem va confirmar l'acció de la FCC per un vot de 5 a 4, dictaminant que la rutina era indecent però no obscena i que la FCC tenia autoritat per prohibir aquestes emissions durant les hores en què probablement hi havia nens entre l'audiència.
La polèmica va augmentar la fama de Carlin. Finalment va ampliar el tema de les paraules brutes amb un final aparentment interminable per a una actuació, acabant amb la seva veu esvaint-se en una versió de HBO i acompanyant els crèdits de l'especial de Carlin at Carnegie per a la temporada 1982–83, i un conjunt de 49 pàgines web organitzades per temes i abraçant la seva Llista incompleta de paraules maleducades. A l'escenari, durant una interpretació d'aquesta rutina, Carlin va saber que el seu anterior àlbum de comèdia FM & AM havia guanyat un Grammy. A mig camí de l'actuació de l'àlbum Occupation: Foole, se'l pot escoltar donant les gràcies a algú per haver-li lliurat un paper. Aleshores exclama merda! i anuncia amb orgull la seva victòria al públic. Durant la seva carrera, Carlin va ser arrestat set vegades per recitar la rutina Seven Dirty Words.
Carlin va acollir l'estrena de Saturday Night Live de la NBC l'11 d'octubre de 1975. Segons la seva petició, no va aparèixer als seus esbossos. La temporada següent, 1976–77, va aparèixer regularment a la sèrie de varietats Tony Orlando & Dawn de CBS Television. Carlin va deixar d'actuar amb regularitat inesperadament el 1976, quan la seva carrera semblava estar en el seu apogeu. Durant els cinc anys següents, poques vegades va actuar en stand-up, encara que va ser en aquest moment quan va començar a fer especials per a HBO com a part de la seva sèrie On Location; va fer 14 especials, inclòs It's Bad for Ya de 2008. Més tard va revelar que havia patit el primer dels tres atacs cardíacs durant aquest període d'acomiadament. Els seus dos primers especials d'HBO es van emetre el 1977 i el 1978.

### 1980–1987: HBO i cinema
El 1981, Carlin va tornar als escenaris, llançant A Place for My Stuff i tornant a HBO i Nova York amb l'especial de Carlin at Carnegie TV, que es va rodar al Carnegie Hall i es va emetre durant la temporada 1982–83. Carlin va continuar fent especials d'HBO cada any o dos durant la dècada i mitja següent. Tots els àlbums de Carlin d'aquest moment són dels especials de HBO. Va acollir SNL per segona vegada el 10 de novembre de 1984, aquesta vegada apareixent en diversos esbossos.
Carlin va començar a assolir protagonisme com a actor de cinema amb un paper secundari important a l'èxit de comèdia de 1987 Outrageous Fortune, protagonitzada per Bette Midler i Shelley Long; va ser el seu primer paper notable a la pantalla després d'un bon grapat de papers convidats anteriors a sèries de televisió. Interpretant al vagabund Frank Madras, es va burlar de l'efecte persistent de la contracultura dels anys 60.

### 1988–1989: Canvis de material i de to
A partir de 1988, Carlin va evolucionar i va adoptar tant una nova aparença com una nova direcció. Com va fer en el seu primer canvi de direcció a principis dels anys 70, Carlin va combinar els seus estils vells i nous introduint la política i el menyspreu per la societat amb l'humor nihilista mentre utilitzava algunes de les direccions materials anteriors per assenyalar les coses estranyes que tots fem i va continuar la seva fascinació pel llenguatge, però amb menyspreu pels seus usos actuals per la societat. També va començar a fer créixer una cua de cavall en aquest moment. Això va provocar un material més fosc i un to agressiu durant les dues dècades següents, que van ser els seus programes més populars i vistos a través d'especials d'HBO que va continuar fent fins a la seva mort.

### 1989–1997: Sèries de televisió i més pel·lícules
El 1989, va guanyar popularitat entre una nova generació d'adolescents quan va ser elegida per interpretar a Rufus, el mentor que viatjava en el temps dels personatges del títol de Bill &amp; Ted's Excellent Adventure. Va repetir el paper a la seqüela, Bill & Ted's Bogus Journey (1991), i a la primera temporada de la sèrie de dibuixos animats. El 1991, Carlin va tenir un paper secundari important a la pel·lícula El príncep de les marees, protagonitzada per Nick Nolte i Barbra Streisand, com el veí gai de la germana suïcida del personatge principal.
El 1991, Carlin es va convertir en el segon narrador estatunidenc de la sèrie de televisió infantil Thomas & Friends, narrant les quatre primeres temporades de la sèrie. Va interpretar a Mr. Driver al programa de la PBS Shining Time Station fins al 1996, substituint Ringo Starr als dos programes. Segons Britt Allcroft, que va desenvolupar els dos espectacles, el primer dia de l'encàrrec, Carlin estava nerviós per gravar la seva narració sense públic, de manera que els productors van posar un osset de peluix a l'estand.
Jammin' In New York de Carlin, un nou especial d'HBO el 1992, va destacar el canvi de direcció que havia estat perfeccionant els últims anys, ja que vestia tot de negre amb els cabells més llargs i un nou humor mordaç. La crítica va aplaudir l'espectacle i va continuar per aquest camí de temes més seriosos i de to nihilista durant la resta de la seva vida. Carlin va opinar que aquest programa era el seu favorit.
El 1993, Carlin va començar una comèdia setmanal de la Fox, The George Carlin Show, interpretant al conductor de taxi de la ciutat de Nova York George O'Grady. El programa, creat i escrit pel co-creador dels Simpson, Sam Simon, va durar 27 episodis, fins al desembre de 1995. A Last Words, Carlin va escriure sobre The George Carlin Show: «M'ho vaig passar molt bé. Mai vaig riure tant, tan sovint, tan dur com ho vaig fer amb els membres del repartiment Alex Rocco, Chris Rich, Tony Starke. Hi havia un molt estrany i molt bon sentit de l'humor en aquell escenari... [però] vaig ser increïblement feliç quan es va cancel·lar el programa. Em va frustrar que m'hagués tret el veritable treball». Carlin va ser homenatjat al Festival de Comèdia d'Aspen de 1997 amb una retrospectiva, George Carlin: 40 Years of Comedy, presentada per Jon Stewart. El seu primer llibre de tapa dura, Brain Droppings (1997), va vendre prop de 900.000 còpies i va passar 40 setmanes a la llista de best-sellers del New York Times.

### 2000–2008: especials finals de HBO

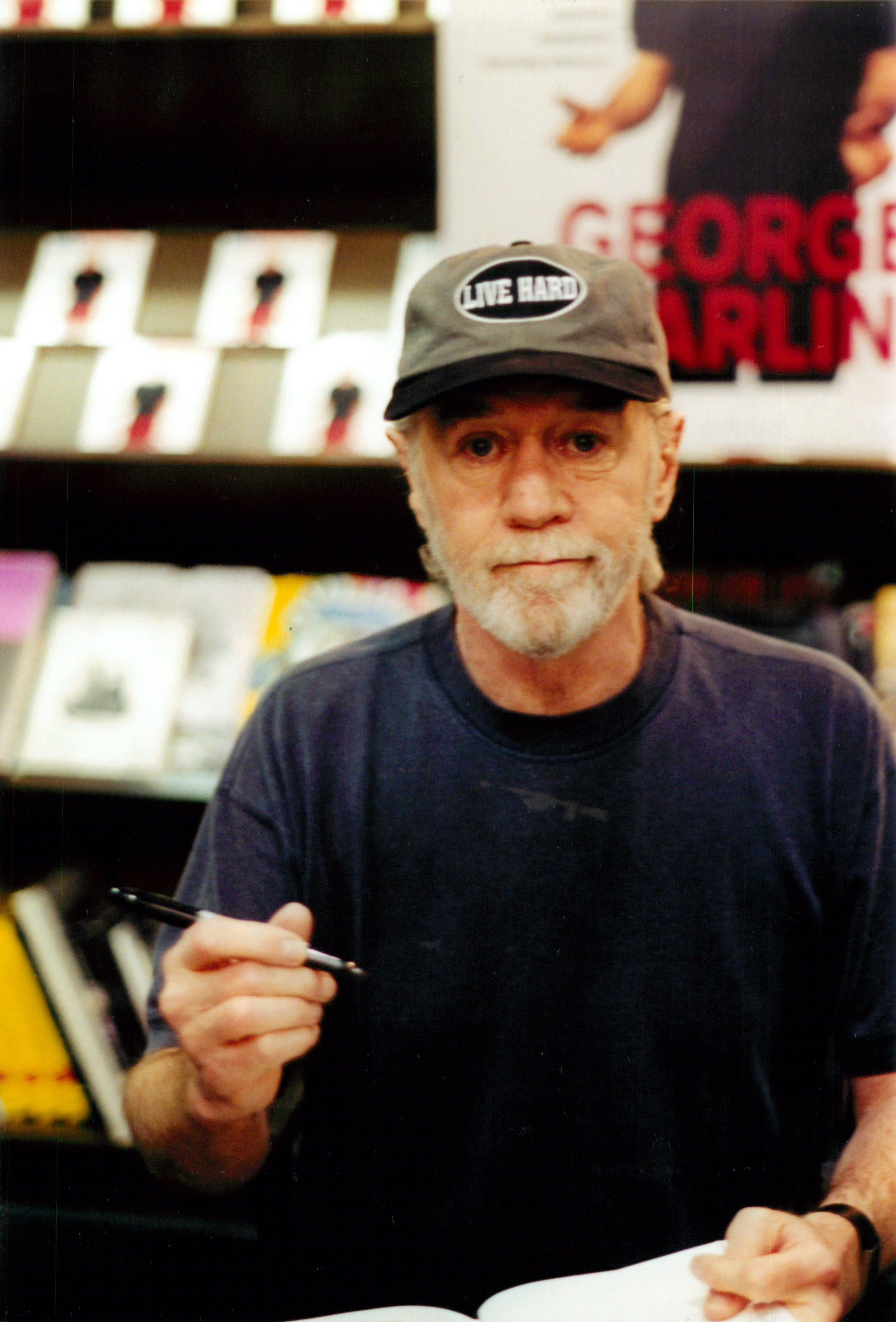
Carlin en una signatura de llibres per a Brain Droppings el 2004

Carlin va dir més tard que hi havia altres motius més pragmàtics per abandonar la seva carrera d'actriu a favor del standup. En una entrevista per a la revista Esquire l'any 2001, va dir: «A causa del meu abús de drogues, vaig descuidar els meus assumptes comercials i vaig tenir grans endarreriments amb l'IRS, i això em va costar entre divuit i vint anys per treure'n el compte. Ho vaig fer amb honor, i no els enganyo. Però us diré què va fer per a mi: em va convertir en un còmic molt millor perquè vaig haver de quedar-me fora de la carretera i no vaig poder seguir aquella carrera cinematogràfica, que no hauria anat enlloc, i em vaig convertir en un còmic molt bo i un molt bon escriptor».
El 2001, Carlin va rebre un premi a la seva trajectòria a la 15a edició dels premis American Comedy. L'any 2003, el representant Doug Ose va presentar un projecte de llei (HR 3687) per prohibir l'emissió de les set paraules brutes de Carlin, inclòs l'ús compost (inclosos els compostos amb guionet) d'aquestes paraules i frases entre si o amb altres paraules o frases, i altres paraules i formes gramaticals, adjectius, adjectius, etc. participi i infinitiu). El projecte de llei va ometre pittes, però incloïa imbècil, no una de les set paraules originals de Carlin. Es va remetre a la Subcomissió Judicial de la Cambra sobre la Constitució el 2004 i es va presentar.

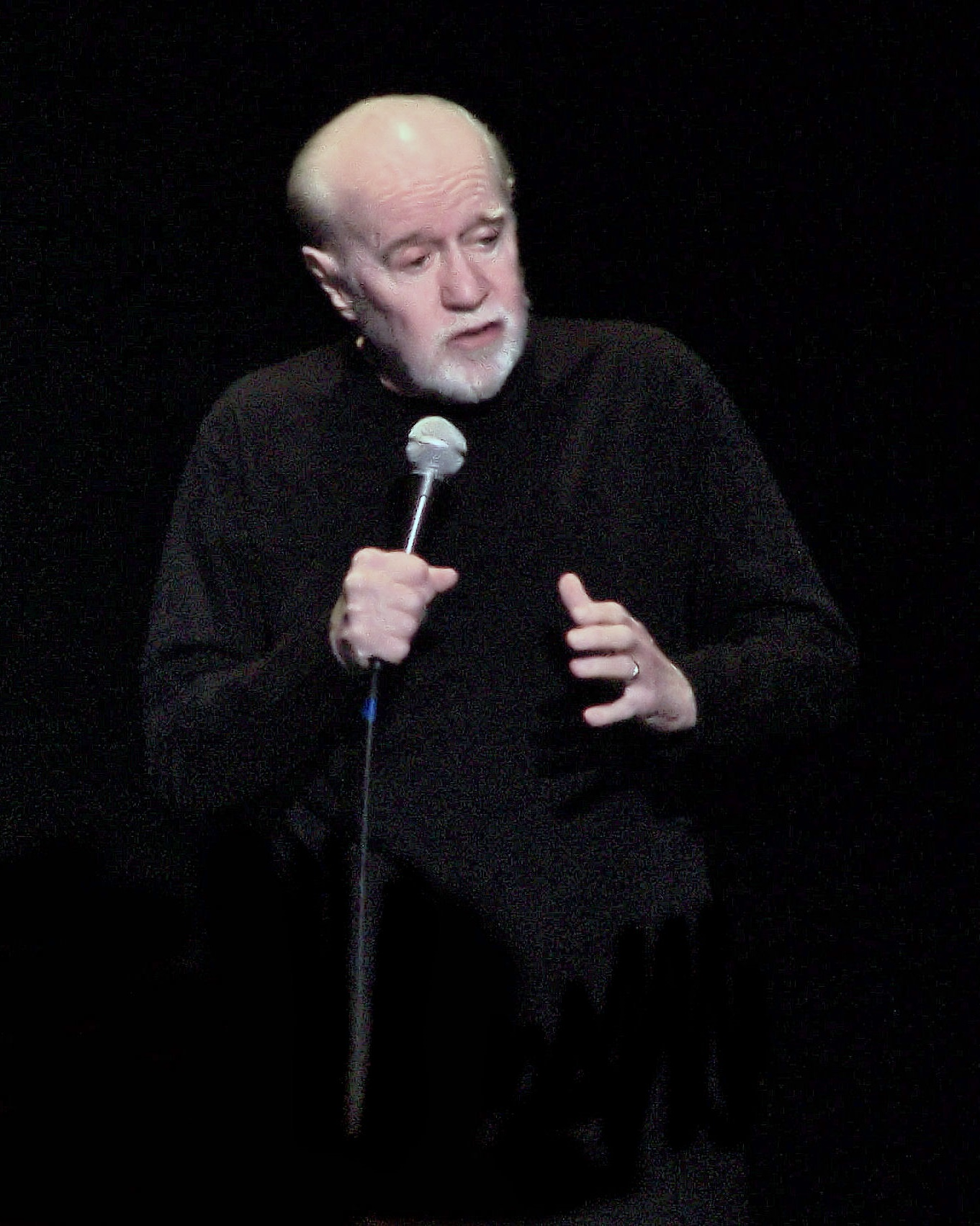
Carlin l'abril de 2008

Carlin actuava regularment com a cap de cartell a Las Vegas, però el 2004 la seva carrera al MGM Grand Las Vegas es va acabar després d'un altercat amb el seu públic. Després d'un plató mal rebut ple de fosques referències a atacs suïcides i decapitacions, Carlin es va queixar que no podia esperar per sortir d'aquest puto hotel i Las Vegas; volia tornar cap a l'est, va dir, on hi ha la gent real. Va continuar: «La gent que va a Las Vegas, has de qüestionar el seu puto intel·lecte per començar. Viatjar centenars i milers de quilòmetres per donar els teus diners a una gran corporació és una mena d'idiota. Això és el que sempre estic arribant aquí és aquest tipus de putada gent amb intel·lectuals molt limitats». Un membre del públic va cridar: «Deixeu de degradar-nos!» Carlin va respondre: «Moltes gràcies, sigui el que sigui. Espero que hagi estat positiu; si no, bé, defalleix-me». Va ser acomiadat immediatament, i poc després el seu representant va anunciar que començaria un tractament per l'alcohol i l'addicció als analgèsics amb recepta per iniciativa pròpia.
Després del seu 13è especial de HBO el 5 de novembre de 2005, Life Is Worth Losing, Carlin va fer una gira pel seu nou material durant la primera meitat de 2006. Els temes inclouen el suïcidi, els desastres naturals, el canibalisme, el genocidi, el sacrifici humà, les amenaces a les llibertats civils als EUA i la seva teoria que els humans són inferiors als altres animals. A la primera parada de la gira, al Tachi Palace Casino de Lemoore, Califòrnia, va dir que l'aparició era el seu primer espectacle de tornada després d'una hospitalització de sis setmanes per insuficiència cardíaca i pneumònia. A la pel·lícula d'animació de Pixar de 2006 Cars, Carlin va donar veu a Fillmore, un VW Microbus hippie anti-establishment amb un treball de pintura psicodèlica i la matrícula 51237 (l'aniversari de Carlin en format m/dd/yy). El 2007, va donar la veu al mag a Happily N'Ever After, la seva darrera pel·lícula.
L'últim especial d'HBO de Carlin, It's Bad for Ya, es va emetre en directe l'1 de març de 2008 des del Wells Fargo Center for the Arts de Santa Rosa, Califòrnia. Els temes inclouen merda nord-americana, drets, mort, vellesa i criança dels fills. Va repetir el tema al seu públic diverses vegades al llarg de l'espectacle: «Tot és una merda, i és dolent per a tu». Quan se li va preguntar a Inside the Actors Studio què l'havia encès, va respondre: «Llegint sobre el llenguatge». Quan se li va preguntar què el feia sentir més orgullós de la seva carrera, va citar el fet que els seus llibres s'havien venut prop d'un milió de còpies.

## Obra

### Discografia
| Any  | Títol                                             | Segell                |
| 1963 | Burns and Carlin at the Playboy Club Tonight      | ERA Records           |
| 1966 | Take-Offs and Put-Ons                             | One Way Records       |
| 1972 | FM & AM                                           | Eardrum Records       |
| 1972 | Class Clown                                       | Little David/Atlantic |
| 1973 | Occupation: Foole                                 | Little David          |
| 1974 | Toledo Window Box                                 | Little David          |
| 1975 | An Evening with Wally Londo Featuring Bill Slaszo | Little David          |
| 1977 | On the Road                                       | Little David/Atlantic |
| 1981 | A Place for My Stuff                              | Atlantic              |
| 1984 | Carlin on Campus                                  | Atlantic              |
| 1986 | Playin' with Your Head                            | Atlantic              |
| 1988 | What Am I Doing In New Jersey?                    | Atlantic              |
| 1990 | Parental Advisory: Explicit Lyrics                | Atlantic              |
| 1992 | Jammin' in New York                               | Atlantic              |
| 1992 | Classic Gold                                      | Atlantic              |
| 1995 | Killer Carlin                                     | Uproar Entertainment  |
| 1996 | Back in Town                                      | Atlantic              |
| 1999 | You Are All Diseased                              | Eardrum               |
| 1999 | The Little David Years (1971-1977)                | Atlantic              |
| 2001 | Complaints and Grievances                         | Eardrum/Atlantic      |
| 2002 | George Carlin on Comedy                           | Laugh.com             |
| 2006 | Life Is Worth Losing                              | Eardrum/Atlantic      |
| 2008 | It's Bad for Ya                                   | Eardrum/Atlantic      |

### Filmografia
| Any  | Pel·lícula                                                      |
| ---- | --------------------------------------------------------------- |
| 1968 | With Six You Get Eggroll                                        |
| 1976 | Car Wash                                                        |
| 1979 | Americathon                                                     |
| 1987 | Outrageous Fortune                                              |
| 1989 | Bill & Ted's Excellent Adventure                                |
| 1990 | Working Trash                                                   |
| 1991 | L'al·lucinant viatge de Bill i Ted (Bill & Ted's Bogus Journey) |
| 1991 | The Prince of Tides                                             |
| 1999 | Dogma                                                           |
| 2001 | Jay and Silent Bob Strike Back                                  |
| 2003 | Scary Movie 3                                                   |
| 2004 | Jersey Girl                                                     |
| 2005 | Tarzan II                                                       |
| 2005 | The Aristocrats                                                 |
| 2006 | Cars                                                            |
| 2007 | Happily N'Ever After                                            |

### Especials HBO
| Especial                          | Any  |
| --------------------------------- | ---- |
| George Carlin at USC              | 1977 |
| George Carlin: Again!             | 1978 |
| Carlin at Carnegie Hall           | 1982 |
| Carlin on Campus                  | 1984 |
| Playin' with Your Head            | 1986 |
| What Am I Doing in New Jersey?    | 1988 |
| Doin' It Again                    | 1990 |
| Jammin' in New York               | 1992 |
| Back in Town                      | 1996 |
| George Carlin: 40 Years of Comedy | 1997 |
| You Are All Diseased              | 1999 |
| Complaints and Grievances         | 2001 |
| Life Is Worth Losing              | 2005 |
| It's Bad for Ya                   | 2008 |

### Televisió
- The Kraft Summer Music Hall (1966)
- That Girl (1966)
- The Flip Wilson Show (1971-1973)
- Justin Case (com Justin Case) (1988) pel·lícula per a TV dirigit per Blake Edwards
- The George Carlin Show (com George O'Grady) (1994) Fox Broadcasting Company
- Thomas the Tank Engine and Friends (com a narrador americà) (1991-1998)
- Shining Time Station (com Mr. Conductor) (1991-1993)
- The Simpsons (com Munchie en el capítol 'D'oh-in in the Wind') (1998)
- Streets of Laredo (com Billy Williams)
- 14 especials de HBO (1977 – 2008)

### Llibres d'àudio
- Brain Droppings
- Napalm & Silly Putty
- More Napalm & Silly Putty
- George Carlin Reads To You
- When Will Jesus Bring the Pork Chops?

## Premis i nominacions

### Premis
- 2008 Premi Mark Twain, l'Oscar de la comèdia.[1]

### Nominacions
- 1992. Primetime Emmy a la millor actuació en programa musical o de varietats per George Carlin: Jammin' in New York
- 1997. Primetime Emmy a la millor actuació en programa musical o de varietats per George Carlin: 40 Years of Comedy
- 1999. Primetime Emmy al millor especial còmic, musical o de varietats per George Carlin: You Are All Diseased
- 1999. Primetime Emmy a la millor actuació en programa musical o de varietats per George Carlin: You Are All Diseased
- 2006. Primetime Emmy al millor especial còmic, musical o de varietats per George Carlin... It's Bad for Ya!
- 2008. Primetime Emmy al millor especial còmic, musical o de varietats per George Carlin... It's Bad for Ya!